# Le Flux et le Reflux (téléfilm français)
Pour le roman, voir Le Flux et le Reflux.
Pour le téléfilm britannique, voir Le Flux et le Reflux (téléfilm britannique).
Le Flux et le Reflux est un téléfilm français de la série télévisée Les Petits Meurtres d'Agatha Christie (épisode 8 de la saison 1), réalisé par Éric Woreth, sur un scénario de Sylvie Simon, d'après le roman Le Flux et le Reflux d'Agatha Christie.
Le film suit un vieil ami de Larosière, le capitaine Delarive, qui revient de voyage et qui ramène avec lui sa nouvelle femme, beaucoup plus jeune que lui, au désespoir de ses petits-enfants, cousin et frère et sœur, qui voient l'héritage leur passer sous le nez. Mais quand le capitaine Delarive meurt dans un incendie, Larosière décide de mener l’enquête, convaincu qu'il n'est pas mort par hasard. Il lui faudra tout le soutien de Lampion pour surmonter la mort de son ami…
Le tournage a eu lieu au château de Regnière-Écluse près d'Abbeville dans la Somme .

## Synopsis
À l'occasion d'une soirée mondaine, le commissaire Larosière a la surprise et la grande joie de retrouver le capitaine Delarive, qu'il avait connu jadis durant la Première Guerre mondiale. Le capitaine lui propose de venir déjeuner prochainement dans sa demeure et de lui présenter sa famille.
Larosière répond favorablement à l'invitation et fait la connaissance des membres de la famille, dont plusieurs sont désargentés et ne vivent que grâce à la générosité du vieil homme.
Au déjeuner, le capitaine annonce brusquement qu'il s'est marié avec une jeune femme de 25 ans, Albertine. Tous sont particulièrement surpris de la nouvelle.
Quelques jours après, le capitaine Delarive décède dans un incendie, laissant pour seule héritière Albertine, qui vient à peine d'arriver dans la demeure familiale.
Les membres de la famille, tour à tour, voient dans leurs fantasmes, que ce soit en rêve ou en imagination, la jeune Albertine mourir de mort violente (écrasée sous une lourde caisse, étranglée, abattue à coup de fusil).
Albertine présente alors à la famille son frère Gabriel, que certains considèrent comme son amant…
Un inconnu se présente alors à l'auberge du village, sous le nom d'« Ulysse Argos ». Celui-ci est retrouvé mort quelque temps après. On soupçonne l'homme d'être le premier mari d'Albertine…
Quelques jours après, on retrouve morte la principale suspecte, Albertine : meurtre ou suicide ?
Sur ces entrefaites, Célie, qui devait se marier avec Ferdinand et qui s'est peu à peu détachée de lui, lui annonce qu'elle est tombée amoureuse de Gabriel.
Le commissaire Larosière découvre alors qu'Albertine avait pris une fausse identité et s'appelait en réalité Rosalie, et que Gabriel était, non pas son frère, mais son amant…

## Fiche technique
- Titre français : Le Flux et le Reflux
- Titre original : Taken at the Flood
- Réalisation : Éric Woreth
- Scénario : Sylvie Simon, d'après le roman Le Flux et le Reflux (1948) d'Agatha Christie
- Décors :
- Costumes :
- Photographie :
- Montage : Loïc Jaspard
- Régisseuse : Alexandre Dufaux
- Musique originale : Stéphane Moucha
- Casting : Anne Giafferi
- Sociétés de production : Escazal Films, France Télévisions, TV5 Monde
- Durée : 90 minutes
- Pays d'origine :  France
- Langue originale : Français
- Genre : film policier
- Premières diffusions :
  -  France : 15 avril 2011 sur France 2
- audience =  France : 5 169 000 téléspectateurs[2] (21,1 % PDA)

## Distribution
- Antoine Duléry : commissaire Larosière
- Marius Colucci : inspecteur Émile Lampion
- Yves Pignot : capitaine Delarive
- Blandine Bellavoir : Albertine, épouse puis veuve du capitaine Delarive
- Alexandre Zambeaux : Gabriel, frère ou amant d'Albertine
- Marie Denarnaud : Célie
- Nicky Marbot : Ferdinand
- Dominique Labourier : Émilienne
- Luce Mouchel : Gisèle Delarive
- Pascal Ternisien : Léonce
- David Gabison : Lavallière
- Olivier Carré : Dr Verdure, médecin-légiste
- Serge Dubois : Ménard
- François Siener : « Ulysse Argos » (Georges Rech)
- Marielle Duroule : Mme Laurier (concierge)